# Basim
Basim, de son vrai nom Anis Basim Moujahid, né le 4 juillet 1992 au Danemark, est un chanteur danois d'origine marocaine.
Le 8 mars 2014, il remporte le Dansk Melodi Grand Prix 2014 et est choisi pour représenter le Danemark au Concours Eurovision de la chanson 2014 à Copenhague, au Danemark avec la chanson Cliché love song (Chanson d'amour cliché).

## Discographie

### Albums
| Année | Album                       | Classement | Certification | Notes |
| Année | Album                       | DEN        | Certification | Notes |
| ----- | --------------------------- | ---------- | ------------- | --- |
| 2008  | Alt det jeg ville have sagt | 8          |               | Liste des titres 1. "Forskellige verdner" (3:39) 2. "Alt det jeg ville have sagt" (3:08) 3. "Jeg vil" (4:05) 4. "Større end dig & mig" (3:44) 5. "Mangler ord" (3:27) 6. "Imod resten af verden" (3:37) 7. "En sensommer morgen" (3:35) 8. "Baby, jeg savner dig" (4:23) 9. "Tag med mig" (4:09) 10. "Når det regner" (4:55) 11. "Glor på vinduer" (2:44) 12. "Himlen har alt for mange engle" (3:59) |
| 2009  | Befri dig selv              | 21         |               | Liste des titres 1. "En som dig" (4:02) 2. "I nat" (3:39) 3. "Befri dig selv" (3:05) 4. "Vidunderlig underlig" (3:02) 5. "Nok af dig" (3:53) 6. "Lever for dig" (3:59) 7. "En enkelt nat" (3:21) 8. "Basimania" (3:20) 9. "Jeg vil være din (3:16) 10. "Klimax" (3:51) 11. "Livstegn" (4:10) 12. "Lad ikke solen gå ned" (with Lis Sørensen) (3:52)                                                   |

EPs
| Year | Album  | Peak positions | Certification | Notes |
| Year | Album  | DEN            | Certification | Notes |
| ---- | ------ | -------------- | ------------- | --- |
| 2013 | 5 (EP) |                |               | Liste des titres 1. "Hjerteslag" (4:16) 2. "Mayday" (4:04) 3. "Stjæler mit hjerte" (4:08) 4. "Kun et liv" (4:14) 5. "Min verden" (3:21) 6. "Brænder inde" (with Line) (3:45) |

### Singles
| Année | Single                                      | Classement | Album                       | Music video |
| Année | Single                                      | DEN        | Album                       | Music video |
| ----- | ------------------------------------------- | ---------- | --------------------------- | ----------- |
| 2008  | "Alt det jeg ville have sagt"               | 34         | Alt det jeg ville have sagt |             |
| 2008  | "Jeg vil"                                   | 26         | Alt det jeg ville have sagt |             |
| 2009  | "Baby, jeg savner dig"                      | –          |                             |             |
| 2009  | "Lad ikke solen gå ned" (with Lis Sørensen) | 15         | Befri dig selv              |             |
| 2009  | "Befri dig selv"                            |            | Befri dig selv              |             |
| 2011  | "Ta' mig tilbage"                           | 30         | Non-album release           |             |
| 2014  | "Cliche Love Song"                          | 2          | Non-album release           |             |